# 21558 Alisonliu
21558 Alisonliu è un asteroide della fascia principale. Scoperto nel 1998, presenta un'orbita caratterizzata da un semiasse maggiore pari a 2,6731929 UA e da un'eccentricità di 0,1642697, inclinata di 11,94347° rispetto all'eclittica.